# Karnay
Le karnay, karnaï ou kernei, selon les transcriptions, est un instrument de musique à vent (aérophone) en métal d'Asie Centrale et d'Iran. Il est constitué des mots persans kar, littéralement "grand" et nay, terme générique pour désigner les aérophones. On le rencontre dans des pays affiliés à la culture persane tels que l'Ouzbékistan, le Kirghizistan, le Tadjikistan, le Turkestan chinois (Xinjiang). En Iran, cet instrument est joué en particulier au sein des tribus Bakhtiaris et Kachkais. 

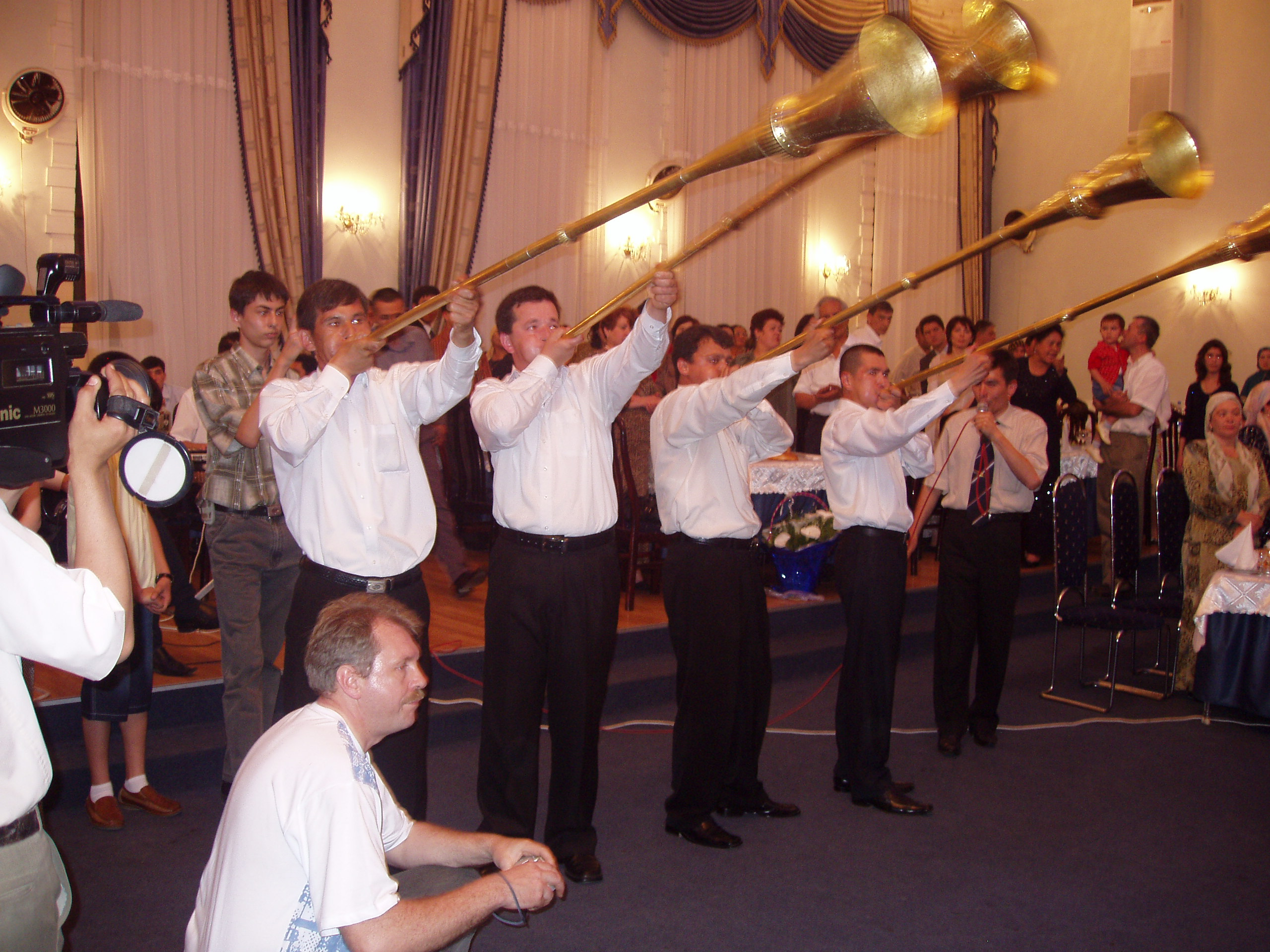
Sonneurs de karnays.

## Facture
À l'origine une simple corne de berger, il a évolué au fil des siècles vers un instrument moderne.
Il mesure de 2 à 2,5 mètres de long. Son son aigu et puissant peut parcourir de longues distances.

## Jeu
De nos jours, le karnay est surtout utilisé lors des mariages ou durant les fêtes populaires.